# Wolfers
Вулферы (англ. Wolfers) — название охотников на волков в Северной Америке в XIX веке и в начале XX века.
Эти охотники зарабатывали продажей волчьих шкур, а потом им за убитых волков стали также платить вознаграждение власти. С 1865 по 1895 годы они истребили почти всех волков на пространстве от Техаса до Южной и Северной Дакоты, от Миссури до Колорадо.
Обычным методом охоты на волков было убить несколько копытных, посыпать их туши стрихнином, а на следующий день вернуться, чтобы найти отравившихся волков.
Группа таких охотников устроила расправу над индейцами в Сайпресс-Хилл.